# Харевщина
Харевщина (рос. Харевщина) — присілок у Лодєйнопольському районі Ленінградської області Російської Федерації.
Населення становить 164 особи. Належить до муніципального утворення Янегське сільське поселення.

## Історія
Згідно із законом від 20 вересня 2004 року № 63-оз належить до муніципального утворення Янегське сільське поселення.

## Населення
| 1879 | 1905 | 1927 | 1965 | 1997 | 2007 | 2010 |
| ---- | ---- | ---- | ---- | ---- | ---- | ---- |
| 78   | ↗157 | ↗191 | ↘45  | ↗172 | ↘170 | ↘105 |
| 2014 |      |      |      |      |      |      |
| ↗164 |      |      |      |      |      |      |